# Carl Traugott Kreyßig
Carl Traugott Kreyßig (auch: Carl Traugott Kreißig) (* 21. Oktober 1786 in Chemnitz; † 12. Februar 1837 in Dresden) war ein deutscher Jurist.

## Leben
Carl Traugott Kreyßig wurde als Sohn des Johann Gottlieb Kreyßig, Archidiakon an der Jakobikirche, geboren; sein Bruder war der Meißener Lehrer der Fürstenschule und Philologe Johann Gottlieb Kreyßig.
Bis 1795 erhielt er zu Hause Unterricht beim späteren Rektor des Fürstenschule St. Afra in Meißen, Professor Christoph Gotthelf König (1765–1832) sowie beim Pastor Claus in Schönwelcke. Er besuchte vier lang das Lyzeum in Chemnitz; seine dortigen Lehrer waren Johann Gottfried Rothe und Johann Gottlieb Lessing (1732–1808). Im Juni 1800 begann er auf Anraten seines Bruders Johann Gottlieb Kreyssig (1779–1854), der zum damaligen Zeitpunkt in Leipzig studierte und bei dem er wohnen konnte, im Alter von 13 Jahren ein Studium der Rechtswissenschaften an der Universität Leipzig. Er besuchte die Vorlesungen in Philologie bei den Professoren Abraham Gottlieb Raabe, Christian Daniel Beck und Gottfried Hermann, in der Philosophie bei Christian Gottlieb Seydlitz, Friedrich August Carus, Karl Theodor Gutjahr und Ernst Platner, in der Geschichte bei Christian Ernst Weiße und Ernst Karl Wieland, in der Jurisprudenz bei Christian Ernst Weiße, Christian Rau, Johann Gottfried Müller, Christian Daniel Erhard, Christian Gottlob Biener, Jakob Friedrich Kees (1750–1821) und Samuel Friedrich Junghans (1751–1819), besonders aber bei Christian Gottlieb Haubold und Christian Gotthelf Hübner, mit denen er in eine engere Verbindung getreten war. Unter Samuel Friedrich Junghans disputierte er 1805 über streitige Rechtssätze, woraufhin er sich bei der Juristenfakultät das Examen absolvierte und, nachdem er zum Notar ernannt worden war, nach Chemnitz zurückkehrte und dort seine praktische Laufbahn beim Stadtgericht begann. 1807 wurde er zur juristischen Praxis zugelassen und als Aktuar bei den Gerichten in Neukirchen bei Chemnitz angestellt; dieses Amt übte er bis Ende 1816 aus.
Am 22. Mai 1817 erhielt er nach der Verteidigung seiner Disputation de auctorum et commentatorum verbis in Digestorum interpretatione distingnendis Observationes die juristische Doktorwürde. Er setzte seine Tätigkeit als Advokat in Chemnitz fort, bis er durch ein Reskript vom 17. Juni 1820 als Mitglied des königlichen Appellationsgerichts nach Dresden berufen wurde. Durch einen Dekret vom 18. November 1826 wurde er Mitglied einer Deputation, die sich mit dem Entwurf beschäftigte, die in Zivilprozessen festgestellten Mängel abzustellen, während er gleichzeitig weiterhin beim Appellationsgericht beschäftigt blieb.
1831 wurde er in Folge der Veröffentlichung der Verfassungsurkunde in den zu errichtenden Staatsrat berufen, blieb aber weiterhin Mitglied des Appellationsgericht, bis er durch Ministerialverordnung vom 9. April 1835, nach der Auflösung des Appellationsgerichts, mit dem Charakter und Prädikat eines Geheimen Justizrates in das Justizministerium versetzt wurde; dort war er überwiegend mit der Revision der Prozessordnung und dem Verfassen mehrerer Gesetze im Rahmen des Zivilprozesses beschäftigt. Er war auch in der Prüfungskommission vertreten und wurde noch kurz vor seinem Tod als Berater und königlicher Kommissar über ein neues Gesetz für Verfahren in Zivilsachen bis 20 Taler berufen.
Carl Traugott Kreyßig war verheiratet und hatte vier Kinder.

## Werke
- De auctorum et commentatorum verbis in digestorum interpretatione distinguendis observationes. 1817.
- Viro iurium consultissimo, amico carissimo, Carolo Traugott Kreyssig gratulantur. Lipsiae: Tauchnitz, 1817.
- Epitomarum Iuris De Nuptiis Et Re Uxoria Libellus F. A. Longino C. Cassii Aemulo Quum Sponsam A. D. VI. Id. Octobr. MDCCCXXIV Domum Deduceret Ex Amicorum Voto Dicatus. Dresden 1824.
- Titus Patavinus Livius; Arnold Drakenborch; Johannes Gottlieb Kreyssig; Karl Christoph Traugott Tauchnitz: T. Livii Patavini Historiarum libri qui supersunt omnes et deperditorum fragmenta. T. 3, Lib. I–VI, Lib. VII–XXIII. Lipsiae: sumtibus et typis Caroli Tauchnitii, 1829.